# Saxifraga x boydilacina
Saxifraga x boydilacina es una planta herbácea de la familia de las saxifragáceas.
Es un híbrido compuesto por las especies Saxifraga aretioides, Saxifraga burseriana y Saxifraga lilacina.

## Taxonomía
Saxifraga x boydilacina fue descrita por Horny, Soják & Webr y publicado en Skalniky 1981: 114 1981.
Etimología
Saxifraga: nombre genérico que viene del latín saxum, ("piedra") y frangere, ("romper, quebrar"). Estas plantas se llaman así por su capacidad, según los antiguos, de romper las piedras con sus fuertes raíces. Así lo afirmaba Plinio, por ejemplo.
boydilacina: epíteto
Cultivares
- Saxifraga x boydilacina 'Alan Martin'
- Saxifraga x boydilacina 'Cereus'
- Saxifraga x boydilacina 'Lucerna'   	?
- Saxifraga x boydilacina 'Moon Beam'
- Saxifraga x boydilacina 'Olympus'
- Saxifraga x boydilacina 'Penelope'
- Saxifraga x boydilacina 'Perikles'
- Saxifraga x boydilacina 'Pink Star'
- Saxifraga x boydilacina 'Penelope Pink Form'